# Edward Newman
Edward Newman (Hampstead, 13 mei 1801 - Peckham, 12 juni 1876) was een Brits entomoloog, botanicus en schrijver.
Newman werd in 1801 geboren in Hampstead, een wijk in Londen. Zijn ouders waren quakers en natuuronderzoekers die hem aanmoedigden in zijn interesse in de natuur. Hij zat op een kostschool in Painswick maar ging op 16-jarige leeftijd werken bij het bedrijf van zijn vader. In 1826 verhuisde hij naar Deptford en hij ontmoette daar een groot aantal toonaangevende entomologen van die tijd, waaronder Edward Doubleday. Hij richtte de Entomological Club op en werd in 1832 redacteur van The Entomological Magazine. Het jaar daarna werd hij fellow van Linnean Society en was hij een van de medeoprichters van de Entomological Society of London. Hij werd een partner in een Londense drukkerij, Luxford & Co., en werd zo drukker en uitgever van boeken over de natuurlijke historie en wetenschap. Later werd hij de redacteur van The Field, redacteur van The Zoologist en van The Entomologist. Hij beschreef vele nieuwe taxa.

## Enkele werken
- 1834 - Attempted division of British Insects into natural orders. in: The Entomological Magazine online
- 1835 - The grammar of entomology online
- 1840 - A history of British ferns online
- 1869 - Illustrated natural history of British butterflies and moths online

- Author citation (botany): Newman
- Stuttgart Database of Scientific Illustrators 1450–1950: 9238
- Gemeinsame Normdatei: 11758388X
- International Standard Name Identifier: 0000 0000 6320 0625
- Library of Congress Control Number: n87120996
- Nationale bibliotheek van Australië: 35171628
- Nederlandse Thesaurus van Auteursnamen: 265214602
- Istituto Centrale per il Catalogo Unico: LIGV009462
- LIBRIS: 311665
- SNAC: w63k60rr
- Système universitaire de documentation: 137406037
- Museum of New Zealand Te Papa Tongarewa: 50435
- Trove: 851012
- Virtual International Authority File: 72175147
- WorldCat: E39PBJdMdccxgrxHchJ7hjbDbd